# Chu trình Rankine hữu cơ

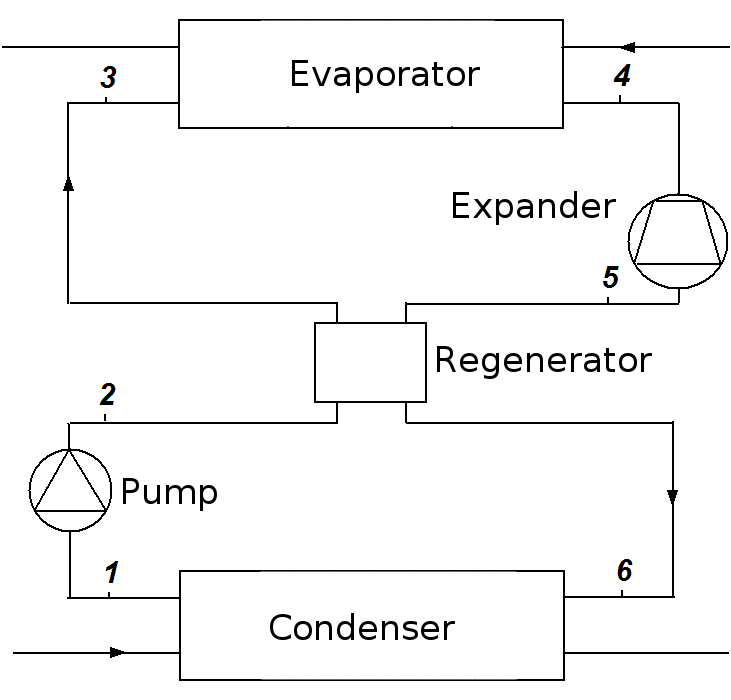
ORC với Bộ hồi nhiệt

Chu trình Rankine hữu cơ (ORC) được đặt tên cho việc sử dụng chất lỏng có khối lượng phân tử cao, hữu cơ với sự thay đổi pha hơi-lỏng hoặc nhiệt độ sôi, xảy ra ở nhiệt độ thấp hơn so với thay đổi pha hơi nước. Chất lỏng cho phép thu hồi nhiệt chu kỳ Rankine từ các nguồn nhiệt độ thấp hơn như đốt sinh khối, nhiệt thải công nghiệp, năng lượng địa nhiệt, năng lượng mặt trời,... Nhiệt độ thấp được chuyển đổi thành công có ích, có thể tự chuyển đổi thành điện năng.
Công nghệ này được phát triển vào cuối những năm 1950 bởi Lucien Bronicki và Harry Zvi Tabor.
Các động cơ Naphtha, về nguyên tắc tương tự ORC nhưng được phát triển cho các ứng dụng khác, được sử dụng sớm nhất là vào những năm 1890.

## Nguyên lý làm việc của ORC

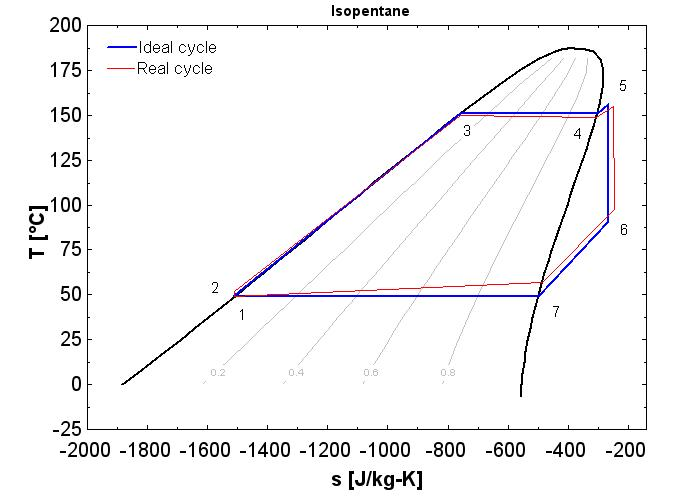
Biểu đồ Ts cho ORC lý tưởng / thực tế

Nguyên tắc làm việc của chu trình Organic Rankine là giống như của chu kỳ Rankine: các chất lỏng làm việc được bơm vào một nồi hơi, nơi nó được bốc hơi, đi qua một thiết bị mở rộng (tuabin, vít, cuộn, hoặc các thiết bị giãn nở khác), và sau đó thông qua một bộ trao đổi nhiệt ngưng tụ, nơi cuối cùng nó được ngưng tụ lại.
Trong chu trình lý tưởng được mô tả bởi mô hình lý thuyết của động cơ, sự giãn nở là đẳng hướng và các quá trình bay hơi và ngưng tụ là đẳng áp.
Trong bất kỳ chu kỳ thực nào, sự hiện diện của không thể đảo ngược làm giảm hiệu quả của chu trình. Những bất thuận đó chủ yếu xảy ra:
- Trong quá trình mở rộng: Chỉ một phần năng lượng có thể phục hồi từ chênh lệch áp suất được chuyển thành công có ích. Phần khác được chuyển thành nhiệt và bị mất. Hiệu quả của thiết bị được xác định bằng cách so sánh với mở rộng đẳng hướng.
- Trong các bộ trao đổi nhiệt: Môi chất làm việc có một quảng đường dài, đảm bảo trao đổi nhiệt tốt nhưng gây ra sụt áp làm giảm lượng điện năng có thể phục hồi từ chu kỳ. Tương tự như vậy, chênh lệch nhiệt độ giữa nguồn nhiệt và môi chất làm việc tạo ra sự phá hủy exergy và làm giảm hiệu suất của chu trình.

## Cải thiện chu trình Organic Rankine
Trong trường hợp "môi chất khô", chu trình có thể được cải thiện bằng cách sử dụng bộ tái chế: vì môi chất chưa đạt đến trạng thái hai pha khi kết thúc quá trình giãn nở, nhiệt độ của nó tại điểm này cao hơn nhiệt độ ngưng tụ nhiệt độ. Môi chất nhiệt độ cao hơn này có thể được sử dụng để làm nóng môi chất trước khi nó đi vào thiết bị bay hơi.
Do đó, một bộ trao đổi nhiệt ngược dòng (khí thành chất lỏng) được lắp đặt giữa đầu ra giãn nở và đầu vào ngưng tụ. Do đó, năng lượng cần thiết từ nguồn nhiệt bị giảm và hiệu quả được tăng lên.

## Các ứng dụng cho ORC

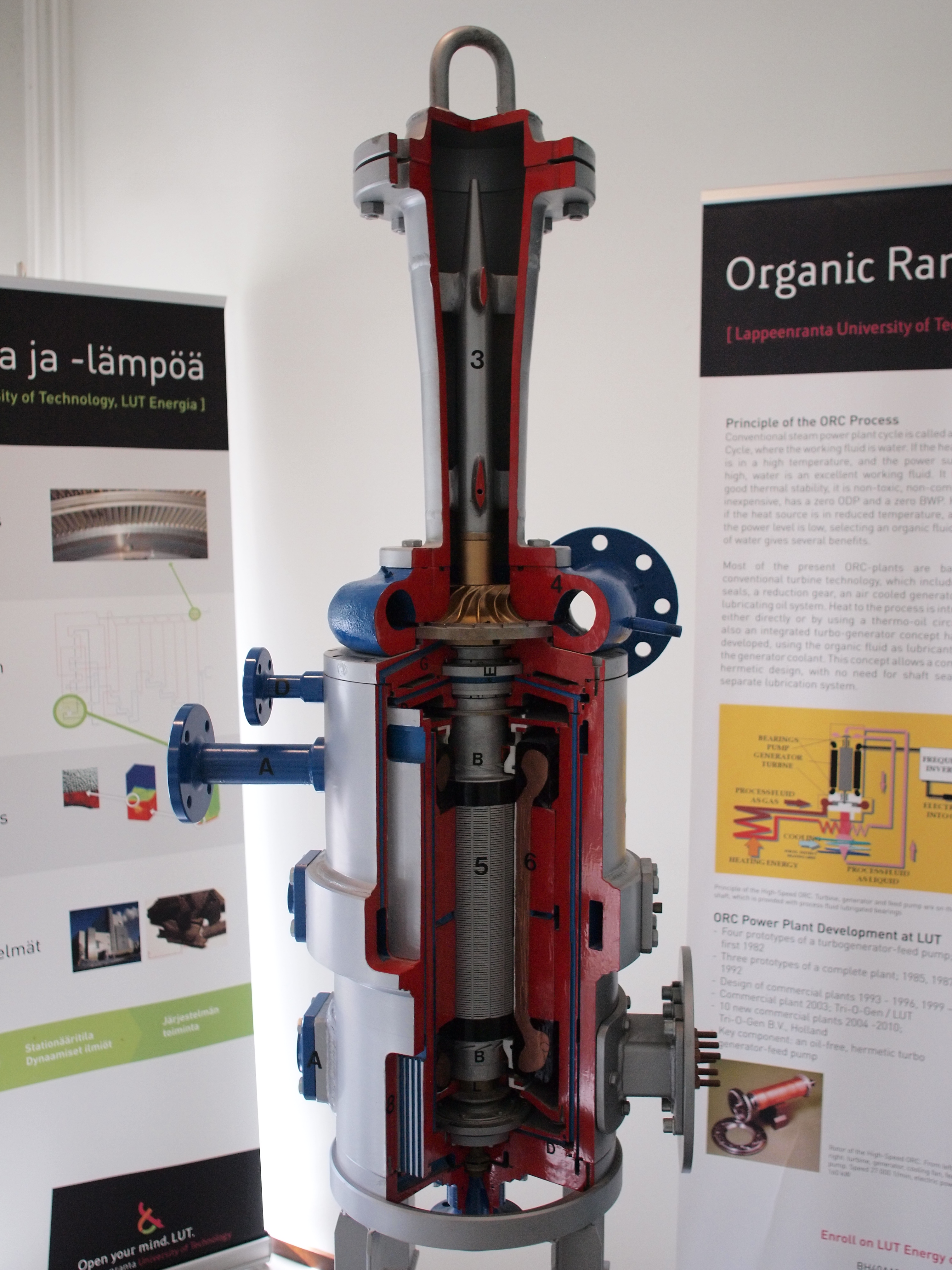
Máy phát điện tua bin ORC 75 kW được sử dụng tại một nhà máy điện thử nghiệm ở Lappeenranta, Phần Lan

Công nghệ chu trình Organic Rankine có nhiều ứng dụng khả thi, và có hơn 2,7 GW công suất lắp đặt và 698 nhà máy điện được xác định trên toàn thế giới. Trong số đó, các lĩnh vực rộng rãi và hứa hẹn nhất là:

### Tái tạo nguồn nhiệt thải
Tái tạo nguồn nhiệt thảiilà một trong những lĩnh vực phát triển quan trọng nhất đối với chu trình Rankine hữu cơ (ORC). Nó có thể được áp dụng cho các nhà máy nhiệt điện (ví dụ như một nhà máy đồng phát quy mô nhỏ trên máy nước nóng sinh hoạt), hoặc cho các quy trình công nghiệp và nông nghiệp như lên men các sản phẩm hữu cơ, xả khí nóng từ lò nướng hoặc lò nung (ví dụ vôi và lò nung xi măng), ngưng tụ khí thải, khí thải từ xe cộ, làm mát máy nén khí, ngưng tụ của một chu kỳ năng lượng, vv

### Nhà máy điện sinh khối
Sinh khối có sẵn trên toàn thế giới và có thể được sử dụng để sản xuất điện trên các nhà máy điện quy mô nhỏ đến trung bình. Vấn đề chi phí đầu tư cụ thể cao cho máy móc, chẳng hạn như nồi hơi, được khắc phục do áp lực làm việc thấp trong các nhà máy điện ORC. Một ưu điểm khác là tuổi thọ hoạt động lâu của máy do đặc tính của chất lỏng làm việc, không giống như hơi nước không bị xói mòn và không bị ăn mòn đối với ống van và cánh tuabin. Quá trình ORC cũng giúp khắc phục lượng nhiên liệu đầu vào tương đối nhỏ ở nhiều khu vực vì một nhà máy điện ORC hiệu quả có thể sử dụng cho các nhà máy có kích thước nhỏ hơn.

### Địa nhiệt
Năng lượng địa nhiệt ở nhiệt độ từ 50 đến 350 °C. Do đó ORC hoàn toàn thích nghi cho loại ứng dụng này. Tuy nhiên, điều quan trọng cần lưu ý là đối với các nguồn địa nhiệt có nhiệt độ thấp (thường dưới 100 °C), hiệu suất rất thấp và phụ thuộc mạnh vào nhiệt độ tản nhiệt (được xác định bởi nhiệt độ môi trường).

### Năng lượng mặt trời
Chu trình Rankine hữu cơ có thể được sử dụng trong công nghệ parabol mặt trời thay cho chu trình Rankine hơi nước thông thường. ORC cho phép phát điện ở công suất thấp hơn và với nhiệt độ của bộ thu thấp hơn, và do đó khả năng cho các đơn vị CSP phi tập trung quy mô nhỏ, chi phí thấp.

## Lựa chọn môi chất làm việc
Việc lựa chọn môi chất làm việc có tầm quan trọng chính trong chu kỳ Rankine ở nhiệt độ thấp. Do nhiệt độ thấp, sự thiếu hiệu quả truyền nhiệt rất mang tính định tính Những vấn đề này phụ thuộc rất nhiều vào các đặc tính nhiệt động của chất lỏng và các điều kiện vận hành.
Để thu hồi nhiệt độ thấp, chất lỏng thường có nhiệt độ sôi thấp hơn nước. Chất làm lạnh và hydrocarbon là hai thành phần thường được sử dụng.
Đặc tính tối ưu của chất lỏng làm việc:
- Đường cong đẳng hướng:

Do mục đích của ORC tập trung vào việc phục hồi năng lượng nhiệt cấp thấp, nên cách tiếp cận quá nhiệt như chu trình Rankine truyền thống là không phù hợp. Do đó, một quá trình nhiệt quá nhỏ diễn ra ở ống xả của thiết bị bay hơi sẽ luôn được ưu tiên, điều này gây bất lợi cho môi chất "ẩm" (ở trạng thái hai pha khi kết thúc quá trình giãn nở). Trong trường hợp chất lỏng khô, nên sử dụng máy tái sinh.
- Điểm đóng băng thấp, nhiệt độ ổn định cao:

Không giống như nước, môi chất hữu cơ thường bị suy giảm hóa chất và phân hủy ở nhiệt độ cao. Do đó, nhiệt độ nguồn nóng tối đa bị hạn chế bởi tính ổn định hóa học của chất lỏng làm việc. Điểm đóng băng phải thấp hơn nhiệt độ thấp nhất trong chu kỳ.
- Nhiệt độ và mật độ hóa hơi cao:

Một chất lỏng có nhiệt độ và mật độ tiềm ẩn cao sẽ hấp thụ nhiều năng lượng hơn từ nguồn trong thiết bị bay hơi và do đó làm giảm tốc độ dòng chảy cần thiết, kích thước của cơ sở và mức tiêu thụ bơm.
- Ảnh hưởng đến môi trường thấp

Các thông số chính được tính đến là tiềm năng suy giảm Ozone (ODP) và ảnh hưởng trái đất nóng lên (GWP).
- An toàn

Môi chất phải không bị ăn mòn, không bắt lửa và không độc hại. Phân loại an toàn chất làm lạnh ASHRAE có thể được sử dụng như là một chỉ số về mức độ nguy hiểm của chất lỏng.
- Sẵn có và chi phí thấp
- Áp suất chấp nhận được

## Mô hình hóa các hệ thống ORC
Mô phỏng các chu trình ORC đòi hỏi một bộ giải số, trong đó các phương trình cân bằng khối lượng và năng lượng, truyền nhiệt, giảm áp suất, tổn thất cơ học, rò rỉ,... Các mô hình ORC có thể được chia thành hai loại chính: trạng thái ổn định và động. Các mô hình trạng thái ổn định được yêu cầu cả cho mục đích thiết kế (hoặc định cỡ) và cho mô phỏng tải một phần. Các mô hình động, mặt khác, cũng chiếm năng lượng và tích lũy khối lượng trong các thành phần khác nhau. Chúng đặc biệt hữu ích để thực hiện và mô phỏng các chiến lược điều khiển, ví dụ như trong quá trình chuyển tiếp hoặc trong khi bắt đầu & Một khía cạnh quan trọng khác của mô hình ORC là tính toán các đặc tính nhiệt động của chất lỏng hữu cơ. Nên tránh phương trình đơn giản của các trạng thái (EOS) như Bành dữ Robinson vì độ chính xác của chúng thấp. Nên sử dụng EOS đa thông số, ví dụ: sử dụng các cơ sở dữ liệu thuộc tính vận chuyển và vật lý nhiệt hiện đại.